# 布达佩斯安德拉什·久拉德语大学
布达佩斯安德拉什·久拉德语大学（德語：Andrássy Gyula Deutschsprachige Universität Budapest）是一所位于匈牙利首都布达佩斯的私立大学，成立于2001年，是德语国家以外唯一一所完全德语的大学，得到了奥地利、巴登-符腾堡、巴伐利亚、德国、匈牙利以及瑞士和意大利特伦蒂诺-南蒂罗尔自治区的支持。